# Coachiti
Coachiti es una localidad del estado mexicano de Guanajuato. Es parte del municipio de Apaseo el Grande.

## Demografía
| Gráfica de evolución demográfica |
|                                  |

| Censo | Población |
| ----- | --------- |
| 1940  | 245       |
| 1950  | 149       |
| 1960  | 551       |
| 1970  | 743       |
| 1980  | 1 189     |
| 1990  | 1 511     |
| 2000  | 1 601     |
| 2010  | 1 775     |
| 2020  | 1 715     |